# Tim Krabbé
Tim Krabbé (Ámsterdam, 13 de abril de 1943) es un periodista y novelista neerlandés.
Sus escritos han aparecido en muchos de los principales periódicos de los Países Bajos. Es conocido por los lectores neerlandeses por su novela De renner (El ciclista), publicada por primera vez en 1978. En España se le conoce fundamentalmente por La desaparición (Het gouden ei), que fue llevada al cine con el título de The Vanishing (Krabbé escribió el guion). Otras obras traducidas al castellano son La cueva (De grot) y La hija de Kathy (Kathy's Dochter).
También es jugador de campeonatos de ajedrez. Krabbé es conocido por sus escritos en la materia y por mantener una web de ajedrez. Una vez compuso un puzle de ajedrez que representaba una torre enrocando verticalmente, aunque este movimiento no esté permitido.
Es hermano del actor Jeroen Krabbé, pero una desavenencia ha separado a los dos y ahora tienen poco que ver el uno con el otro. El sobrino de Tim, Martijn Krabbé, es también una personalidad de los medios neerlandeses.